# Iglica na Placu Solnym we Wrocławiu
Iglica na Placu Solnym we Wrocławiu, zwana także Małą Iglicą – pomnik znajdujący się we Wrocławiu na placu Solnym.
Iglica stanęła na placu w 1996. Została zaprojektowana przez wrocławskiego rzeźbiarza Adama Wyspiańskiego – poza nazwiskiem projektanta pomnika, brak jednak dedykacyjnego napisu. Wykonana z granitu w formie stojącego na schodkowym podeście falowanego obelisku, przypominającego kształtem płomień, nawiązuje do średniowiecznego zdarzenia – oskarżenia grupy Żydów o szkodzenie chrześcijanom i spalenia ich w tym miejscu na stosie. Według innej wersji jest to nawiązanie do wydarzeń z XV wieku, kiedy to pod wpływem płomiennych kazań franciszkanina Jana Kapistrana ówcześni wrocławscy mieszczanie znosili ze swych mieszkań meble, odzież i inne przedmioty uznane za zbyt wystawne i palili je m.in. na placu Solnym. Od 1827 do 1944 stał w tym miejscu pomnik feldmarszałka Gebharda von Blüchera.
Nazywana „Małą Iglicą” w odróżnieniu od znacznie większej Iglicy, znajdującej się przed Halą Stulecia.